# Список вулиць Києва (Р)
Це список вулиць міста Києва, назви яких починаються на літеру Р.
До списку входять усі урбаноніми Києва, що містяться в офіційному довіднику «Вулиці міста Києва», затвердженому 2015 року, а також у міській інформаційно-аналітичній системі забезпечення містобудівної діяльності (МІАС ЗМД) «Містобудівний кадастр Києва», довіднику «Вулиці Києва» 1995 року та атласі «Київ до кожного будинку». Назви вулиць, які відсутні в офіційному довіднику, подані курсивом. Проєктні вулиці, що мають код у кадастрі, але не мають назв, у списку не наведені.
У списку вулиці подані за алфавітом. Назви вулиць на честь людей відсортовані за прізвищем (якщо прізвище відсутнє — за іменем) і подаються у форматі Прізвище Ім'я і/або Посада. Якщо вулиця названа за цілісним псевдонімом, то сортування відбувається за першою літерою псевдоніма або імені, тобто Бориса Тена подано на літеру Б, Ганни Барвінок — на Г, Дзиґи Вертова — на Д, Івана Багряного — на І, Кузьми Скрябіна — на К, Лесі Українки — на Л, Марка Вовчка, Марка Черемшини, Миколи Хвильового і Мирослава Ірчана — на М, Олени Пчілки і Остапа Вишні — на О, Панаса Мирного — на П, Юрія Клена — на Ю, Якуба Коласа, Яна Райніса, Янки Купали і Януша Корчака — на Я. Вулиці, що мають, окрім назви, порядковий номер, відсортовані за власною назвою, наприклад 2-й Левадний провулок на літеру Л. Вулиця Радгосп «Совки» розміщена на літеру С, вулиця Міста Шалетт — на літеру Ш. Назви вулиць, що починаються на число (окрім вулиць, зазначених вище), записані словами і подані на відповідну літеру (Восьмого Березня, Першого Травня тощо).
Вулиці з назвами «Садова» (в тому числі «номерні») і лінії виділені в окремі списки.
Станом на 1 січня 2023 року в Києві 2833 урбаноніми, з них:
| - 2059 вулиць; - 533 провулки; - 77 ліній; - 59 площ і майданів; | - 32 проспекти; - 22 бульвари; - 15 узвозів; | - 12 проїздів; - 11 шосе; - 5 доріг; | - 3 алеї; - 3 набережних; - 2 тупики. |

Колір фону у списку залежить від типу урбаноніма.
Після списку існуючих вулиць наведено список зниклих вулиць (вулиць, які були ліквідовані або включені до інших вулиць протягом XX—XXI століть), а також список попередніх назв вулиць, починаючи з 1800 року. Назви перейменованих вулиць, що починаються на число (окрім вулиць, зазначених вище), записані словами і подані на відповідну літеру (Третього Інтернаціоналу, Дев'ятого Січня, Дванадцятого Грудня, Двадцять П'ятого Жовтня, Сорокаріччя Жовтня, П'ятдесятиріччя Жовтня, Шістдесятиріччя Жовтня тощо).

## Вулиці міста Києва
| Назва                         | Тип   | Колишні назви                                                      | Район          | Місцевість                      | Рік затв.          | Код об'єкта |
| ----------------------------- | ----- | ------------------------------------------------------------------ | -------------- | ------------------------------- | ------------------ | ----------- |
| Радзіня Петра                 | вул.  | Проєктна 13114                                                     | Дарницький     | Позняки                         | 2019               | 13114       |
| Радистів                      | вул.  | Нова 835-та, Кисловодський пров., Краківська                       | Деснянський    | Биківня                         | 1961               | 11404       |
| Радистів                      | пров. |                                                                    | Деснянський    | Селище Радистів                 |                    | 12627       |
| Радистів                      | пров. |                                                                    | Деснянський    | Биківня                         |                    | 12052       |
| Радистів 1-й                  | пров. |                                                                    | Деснянський    | Селище Радистів                 |                    | 12647       |
| Радистів 2-й                  | пров. |                                                                    | Деснянський    | Селище Радистів                 |                    | 12648       |
| Радистів 3-й                  | пров. |                                                                    | Деснянський    | Селище Радистів                 |                    | 12649       |
| Радіальна                     | вул.  | Нова                                                               | Печерський     | Звіринець                       | 1955               | 11407       |
| Радісна                       | вул.  | Лінія 7-ма                                                         | Солом'янський  | Батиєва гора                    | 1958               | 11408       |
| Радісний                      | пров. | Червоноармійський 3-й                                              | Дарницький     | Бортничі                        | 2015               | 13047       |
| Радомишльська                 | вул.  | Старозабарський (Коноплянський) пров.                              | Оболонський    | Пріорка                         | 1955               | 11409       |
| Радосинська                   | вул.  | Леніна                                                             | Деснянський    | Троєщина                        | 2016               | 10880       |
| Радунська                     | вул.  | Нова                                                               | Деснянський    | Вигурівщина-Троєщина            | 1991               | 11410       |
| Радченка Петра                | вул.  | Нова                                                               | Солом'янський  | Олександрівська слобідка        | 1957               | 11411       |
| Радченко Клавдії              | вул.  | Лінія 1                                                            | Голосіївський  | Віта-Литовська                  | 2011               | 12053       |
| Райгородська                  | вул.  | Нова                                                               | Голосіївський  | Добрий Шлях                     | 1957               | 11415       |
| Райгородський                 | пров. | Новий 364-й                                                        | Голосіївський  | Добрий Шлях                     | 1950-ті            | 11416       |
| Райдужна                      | вул.  | Шевченка                                                           | Дніпровський   | Райдужний масив                 | 1957               | 11417       |
| Ракетна                       | вул.  | Нова                                                               | Голосіївський  | Багринова гора                  | 1958               | 11418       |
| Ранетна                       | вул.  |                                                                    | Подільський    | СТ «Арсеналець»                 |                    | 12054       |
| Рататюків                     | пров. | Рататюків, Романівський, Перекопський, Профінтерну                 | Голосіївський  | Забайків'я                      | 2015               | 11385       |
| Ратушного Романа              | вул.  | Новолибідська + Мукомольна, Батиєво-Олександрівська, Волгоградська | Солом'янський  | Залізничний масив, Батиєва гора | 2022               | 10267       |
| Рахманінова                   | вул.  | Нова 388-ма, Святошинська                                          | Святошинський  | Новобіличі                      | 1955               | 11420       |
| Ревуцького                    | вул.  | Харківське шосе Новий напрямок                                     | Дарницький     | Харківський масив               | 1987               | 11421       |
| Регенераторна                 | вул.  | Нова                                                               | Дніпровський   | Соцмісто                        | 1957               | 11422       |
| Редутна                       | вул.  | Нова 666-та                                                        | Печерський     | Звіринець                       | 1953               | 11423       |
| Редутний                      | пров. | Нова 667-ма вул.                                                   | Печерський     | Звіринець                       | 1953               | 11424       |
| Редьчинська                   | вул.  |                                                                    | Оболонський    |                                 | 2014               | 12902       |
| Редьчинський                  | пр-д  |                                                                    | Оболонський    |                                 | 2014               | 12903       |
| Резервна                      | вул.  | Нова 732-га                                                        | Оболонський    | Пріорка                         | 1955               | 11425       |
| Рейгана Рональда              | вул.  | Нова 2-га, Теодора Драйзера                                        | Деснянський    | Вигурівщина-Троєщина            | 2023               | 10479       |
| Рейтарська                    | вул.  |                                                                    | Шевченківський | Старий Київ                     | 2-га пол. XVII ст. | 11426       |
| Ремісничий                    | пров. | Мишоловський, Вітянський                                           | Голосіївський  | Деміївка                        | 1952               | 11427       |
| Ремонтна                      | вул.  |                                                                    | Дарницький     | Нова Дарниця                    | 1958               | 11428       |
| Рєпіна Іллі                   | пров. | Святославський, Шишкіна, Шишкінський                               | Шевченківський | Татарка                         | 2022               | 11901       |
| Реп'яхів Яр                   | узвіз | Герцена                                                            | Шевченківський | Реп'яхів Яр                     | 2023               | 10326       |
| Ржищівська                    | вул.  |                                                                    | Печерський     | Звіринець, Бусове поле          | 1955               | 11431       |
| Рибака Володимира             | вул.  | Мостова, Кронштадтська                                             | Дарницький     | Харківський масив               | 2022               | 10818       |
| Рибакова Михайла              | вул.  | Проектна-13011                                                     | Святошинський  |                                 | 2018               | 13011       |
| Рибальська                    | вул.  | Москотиньєвська                                                    | Печерський     | Печерськ                        | кін. XVIII ст.     | 11434       |
| Рибна                         | вул.  | Нова 35-та                                                         | Солом'янський  | Совки                           | 1944               | 11435       |
| Рибний                        | пров. |                                                                    | Солом'янський  | Совки                           | сер. XX ст.        | 11436       |
| Риболовецька                  | вул.  |                                                                    | Голосіївський  | Віта-Литовська                  | сер. XX ст.        | 11437       |
| Ризька                        | вул.  | Нова 880-та                                                        | Шевченківський | Волейків, Сирець                | 1953               | 11438       |
| Рилєєва                       | вул.  | Нова 711-ша + Казармений пров. + Новоказармений пров.              | Подільський    | Куренівка                       | 1953               | 11440       |
| Рилєєва                       | пров. | Нова 711-ша вул.                                                   | Подільський    | Куренівка                       | 1950-ті            | 11441       |
| Рильський                     | пров. | Рильський, Троїцький, Перекопський                                 | Шевченківський | Старий Київ                     | 1944               | 11442       |
| Рильського Максима            | вул.  | Нова 4-та + Нова 751-ша, Радянська                                 | Голосіївський  | Добрий Шлях                     | 1965               | 11443       |
| Рильського Тадея              | бул.  | Проєктна 13107 вул.                                                | Голосіївський  | Теремки                         | 2019               | 13107       |
| Римська                       | вул.  | Суворовський пров., Римського-Корсакова                            | Голосіївський  | Деміївка                        | 2022               | 11444       |
| Ринковий                      | пров. |                                                                    | Шевченківський | Євбаз                           | 1963               | 12731       |
| Різдвяна                      | вул.  |                                                                    | Солом'янський  | Жуляни                          | 2015               | 12688       |
| Різницька                     | вул.  |                                                                    | Печерський     | Печерськ                        | I тр. XIX ст.      | 11445       |
| Ріхтера Святослава            | вул.  | Проектна-12988                                                     | Голосіївський  | Віта-Литовська                  | 2018               | 12988       |
| Річкова                       | вул.  | Річна                                                              | Шевченківський | Солдатська слобідка             | 2021               | 11446       |
| Робітнича                     | вул.  | Нова 385-та                                                        | Святошинський  | Новобіличі                      | 1944               | 11448       |
| Робітнича                     | вул.  |                                                                    | Солом'янський  | Жуляни                          | 1988               | 11447       |
| Робітничий                    | пров. |                                                                    | Святошинський  | Новобіличі                      | 1-ша пол. ХХ ст.   | 11449       |
| Рогача Івана                  | вул.  | Проектна 13063                                                     | Деснянський    | Селище Радистів                 | 2017               | 13063       |
| Рогнідинська                  | вул.  | Бульйонська, Рогнединська, 12-го грудня                            | Печерський     | Бессарабка                      | 1944               | 11450       |
| Рогозівська                   | вул.  | Нова 622-га                                                        | Дніпровський   | ДВРЗ                            | 1955               | 11451       |
| Рожева                        | вул.  | Нова 110-та                                                        | Подільський    | Біличе поле                     | 1944               | 11453       |
| Рожевий                       | пров. | Нова 26-та вул.                                                    | Подільський    | Біличе поле                     | 1944               | 11454       |
| Рожнівська                    | вул.  | Рожківська                                                         | Оболонський    | ТІЗ «Чорнобилець-2005»          | 2011               | 12055       |
| Рожнянська                    | вул.  |                                                                    | Деснянський    | Троєщина                        |                    | 12805       |
| Розважівський                 | пров. | Нова 361-ша вул.                                                   | Подільський    | Куренівка                       | 1953               | 11455       |
| Роздільна                     | вул.  | Нова 2-га                                                          | Солом'янський  | Кучмин яр                       | 1955               | 11456       |
| Рокитнянська                  | вул.  | Нова 401-ша                                                        | Святошинський  | Новобіличі                      | 1953               | 11457       |
| Рокоссовського Маршала        | пр-т  | Бульварна вул.                                                     | Оболонський    | Пріорка, Мінський масив         | 1970               | 11458       |
| Романа Мстиславича Князя      | вул.  | Нова, Жмаченка Генерала                                            | Дніпровський   | Північно-Броварський масив      | 2022               | 10528       |
| Романова Михайла              | вул.  | Лінія 4                                                            | Голосіївський  | Віта-Литовська                  | 2011               | 12056       |
| Романюка Володимира Патріарха | вул.  | Жовтневої Революції 2-га, Дрогобицька, Жовтнева                    | Святошинський  | Біличі                          | 2016               | 10532       |
| Ромоданівська                 | вул.  | Нова 661-ша                                                        | Печерський     | Чорна гора                      | 1953               | 11460       |
| Ромоданова Академіка          | вул.  | Макарівська, Пугачова Омеляна, Пугачова                            | Шевченківський | Татарка                         | 2018               | 11390       |
| Ромський                      | пров. | Циганківський, Цимлянський                                         | Подільський    | Поділ                           | 2022               | 11818       |
| Ростиславська                 | вул.  | Лагерна, Табірна, Рибалка Маршала                                  | Шевченківський | Шулявка                         | 2023               | 11433       |
| Рощинський                    | пров. |                                                                    | Солом'янський  | Кучмин яр                       | 1910-ті            | 11464       |
| Рубежівська                   | вул.  | Нова 387-ма                                                        | Святошинський  | Новобіличі                      | 1944               | 11465       |
| Рубежівський                  | пров. |                                                                    | Святошинський  | Новобіличі                      | 1950-ті            | 11466       |
| Рубіновий                     | пров. |                                                                    | Деснянський    | Селище Радистів                 |                    | 12629       |
| Руданського Степана           | вул.  | Офіцерський пров., Велика Українська                               | Шевченківський | Волейків                        | 1955               | 11467       |
| Руденко Лариси                | вул.  | Нова 3                                                             | Дарницький     | Осокорки                        | 1993               | 11468       |
| Рудинських Родини             | вул.  | Островського Миколи                                                | Дарницький     | Бортничі                        | 2016               | 11222       |
| Рудницького Степана           | вул.  | Вільямса Академіка                                                 | Голосіївський  | Теремки                         | 2022               | 10250       |
| Рудницької Мілени             | вул.  | Проєктна 13113                                                     | Дарницький     | Позняки                         | 2019               | 13113       |
| Ружинська                     | вул.  | Нова 871-ша, Ружинська, Піка Вільгельма                            | Шевченківський | Дехтярі, Нивки                  | 2016               | 11297       |
| Ружинський                    | пров. |                                                                    | Шевченківський | Дехтярі, Нивки                  | 1950-ті            | 11471       |
| Русанівська                   | наб.  | Нова вул.                                                          | Дніпровський   | Русанівка                       | 1962               | 11472       |
| Русанівський                  | бул.  | Новий                                                              | Дніпровський   | Русанівка                       | 1964               | 11473       |
| Русової Софії                 | вул.  | Нова XXXVII                                                        | Дарницький     | Осокорки                        | 2011               | 11474       |
| Руставелі Шота                | вул.  | Маловасильківська, Борохова                                        | Печерський     | Бессарабка, Нова Забудова       | 1937               | 11475       |
| Рябова Олега                  | вул.  | Лінія 2                                                            | Голосіївський  | Віта-Литовська                  | 2011               | 12134       |
| Рябовола Миколи               | вул.  | Проектна 12989                                                     | Голосіївський  | Віта-Литовська                  | 2017               | 12989       |
| Рясний                        | пров. | Нова 438-ма вул.                                                   | Подільський    | Куренівка                       | 1944               | 11476       |

## Зниклі вулиці
| Назва            | Тип   | Район       | Місцевість             | Рік зникнення | Примітка                                                          |
| ---------------- | ----- | ----------- | ---------------------- | ------------- | ----------------------------------------------------------------- |
| Радгоспна        | вул.  |             | с-ще Шевченка          |               |                                                                   |
| Радгоспний       | пров. |             | Святошин               |               |                                                                   |
| Райдужний        | пров. |             | Воскресенська слобідка | 1978          | до 1957 року — Пролетарський завулок                              |
| Раковського      | вул.  | Дарницький  | Позняки                |               | назва — з 1989 року, нині — одне з відгалужень Тепловозної вулиці |
| Раскової Марини  | пров. |             | Микільська слобідка    | 1971          |                                                                   |
| Ратманського     | пров. | Подільський | Поділ                  | 1981          |                                                                   |
| Раціоналізаторів | вул.  |             | Соцмісто               |               | промзона                                                          |
| Раціоналізаторів | пров. |             | Соцмісто               |               | промзона                                                          |
| Революції        | вул.  |             | Позняки                |               |                                                                   |
| Редукторний      | пров. |             | Караваєві дачі         |               |                                                                   |
| Рибальська       | вул.  | 3-я частина | Поділ                  | 1811          | не відновлювалася після пожежі 1811 року                          |
| Ризький          | пров. |             | Сирець                 |               |                                                                   |
| Риночний         | пров. | Радянський  | Євбаз                  | 1978          | поблизу Галицької площі, існує як проїзд без назви                |
| Різницький       | пров. | Печерський  | Печерськ               | 1981          |                                                                   |
| Ровенський       | пров. |             | Деміївка               |               |                                                                   |
| Розливна         | вул.  |             | Кухмістерська слобідка | 1971          | до 1958 року — вулиця Леніна                                      |
| Роменська        | вул.  |             | Чорна гора             | 1977          | до 1944 року — 11-та Нова                                         |
| Російський       | пров. |             | Нова Дарниця           |               |                                                                   |
| Ростовський      | пров. |             | с-ще Шевченка          |               |                                                                   |
| Русанівська      | вул.  |             | Микільська слобідка    |               |                                                                   |

## Перейменовані вулиці
| Стара назва          | Нова назва                  | Район          | Дата перейменування | Сучасна назва               |
| -------------------- | --------------------------- | -------------- | ------------------- | --------------------------- |
| Радищева             | Волноваська                 | Солом'янський  | 2022                | Волноваська                 |
| Радищева пров.       | Матущака Юрія пров.         | Солом'янський  | 2022                | Матущака Юрія пров.         |
| Радянська            | Рильського Максима          | Московський    | 1965                | Рильського Максима          |
| Радянська            | Жураковського Анатолія Отця | Солом'янський  | 2016                | Жураковського Анатолія Отця |
| Радянська (част.)    | Радянський пров.            | Кагановичський | 1955                | Заремби Владислава пров.    |
| Радянський пров.     | Заремби Владислава пров.    | Голосіївський  | 2015                | Заремби Владислава пров.    |
| Радянський пров.     | Михальчука Костянтина пров. | Солом'янський  | 2018                | Михальчука Костянтина пров. |
| Раєвського Миколи    | Загребельного Павла         | Печерський     | 2022                | Загребельного Павла         |
| Разіна Степана узвіз | Протасів Яр узвіз           | Залізничний    | 1991                | Миколи Амосова вул.         |
| Раскової Марини      | Сверстюка Євгена            | Дніпровський   | 2015                | Сверстюка Євгена            |
| Ратманського         | Введенська                  | Подільський    | 1999                | Введенська                  |
| Революції пл.        | Героїв Арсеналу пл.         | Печерський     | 1964                | Арсенальна пл.              |
| Реута Михайла        | Беринди Памви               | Печерський     | 2018                | Беринди Памви               |
| Рибака Натана        | Святодухівська              | Деснянський    | 2022                | Святодухівська              |
| Рибалка Маршала      | Ростиславська               | Шевченківський | 2023                | Ростиславська               |
| Рибальський пров.    | Вакуленчука вул.            | Дарницький     | 1955                | Вакуленчука                 |
| Рикова Комісара      | Курінного Петра             | Святошинський  | 2016                | Курінного Петра             |
| Римського-Корсакова  | Римська                     | Голосіївський  | 2022                | Римська                     |
| Річна                | Річкова                     | Шевченківський | 2021                | Річкова                     |
| Романівська          | Профінтерну                 |                | 1926                | Забайківська                |
| Романівська          | Профінтерна                 | Кагановичський | 1944                | Забайківська                |
| Родимцева Генерала   | Горіхуватський шлях         | Голосіївський  | 2022                | Горіхуватський шлях         |
| Російська            | Литвинського Юрія           | Дарницький     | 2020                | Литвинського Юрія           |
| Російська (частина)  | Поліський пров.             | Дарницький     | 1990                | Поліський пров.             |
| Россошанська         | Зеленого Отамана            | Дарницький     | 2022                | Зеленого Отамана            |
| Ростовська           | Луцька                      | Подільський    | 2022                | Луцька                      |
| Руднєва              | Руднєва Миколи              | Дарницький     | 1974                | Шевельова Юрія              |
| Руднєва Миколи       | Шевельова Юрія              | Дарницький     | 2016                | Шевельова Юрія              |
| Руднєва пров.        | Руднєва Миколи пров.        | Дарницький     | 1974                | Качуровського Ігоря пров.   |
| Руднєва Миколи пров. | Качуровського Ігоря пров.   | Дарницький     | 2016                | Качуровського Ігоря пров.   |
|                      |                             |                |                     |                             |